# Olympische Sommerspiele 2012/Teilnehmer (Gambia)
| Gelbes Symbol für Goldmedaillen mit stilisierten Olympischen Ringen | Graues Symbol für Silbermedaillen mit stilisierten Olympischen Ringen | Braundes Symbol für Bronzemedaillen mit stilisierten Olympischen Ringen |
| ------------------------------------------------------------------- | --------------------------------------------------------------------- | ----------------------------------------------------------------------- |
| —                                                                   | —                                                                     | —                                                                       |

Gambia nahm in London an den Olympischen Spielen 2012 teil. Es war die insgesamt achte Teilnahme an Olympischen Sommerspielen. Das Gambia National Olympic Committee nominierte zwei Athleten in einer Sportart.
Fahnenträger bei der Eröffnungsfeier war der Leichtathlet Suwaibou Sanneh.

## Teilnehmer nach Sportarten

### Leichtathletik
Laufen und Gehen
| Athleten        | Wettbewerb | Vorlauf | Vorlauf | Halbfinale | Halbfinale | Finale | Finale | Rang |
| Athleten        | Wettbewerb | Zeit    | Rang    | Zeit       | Rang       | Zeit   | Rang   | Rang |
| --------------- | ---------- | ------- | ------- | ---------- | ---------- | ------ | ------ | ---- |
| Frauen          |            |         |         |            |            |        |        |      |
| Saruba Colley   | 100 m      | 12,06 s | 8       | –          | –          | –      | –      | 55   |
| Männer          |            |         |         |            |            |        |        |      |
| Suwaibou Sanneh | 100 m      | 10,21 s | 5       | 10,18 s    | 8          | –      | –      | 20   |